# 李嘉達
李嘉達（英語：Kinda Li Ka-tat，1991年—），前香港觀塘區議會協康選區議員。李嘉達於中国大陸出生，後隨家人移民香港，於香港大學社會工作學系畢業後成為註冊社工。李嘉達自中學時期開始接觸戲劇表演活動，並創立青年劇團「戲同行」，於在學及在職期間自編自導多部舞台劇。
李嘉達畢業於觀塘地區名校觀塘瑪利諾書院，於中學時期便熱衷音樂，並於校內及校外歌唱比賽屢奪獎項，亦曾任戲劇學會主席。他和他當時的樂隊於2013年曾翻唱福頭老師的名作神曲《夏日熱辣辣》，當時亦引起了網絡上熱烈討論。
李嘉達於2018年取得表達藝術治療碩士學位，展開以藝術治療心靈的工作。
2014年受和平佔中影響，李嘉達聯同幾位熱心社工同學創立「公民自主力量」，主要於觀塘秀茂坪區進行環保回收、以物換物街站，宣揚新時代公民意識。
2019年受到反送中運動推動，決定離開6年的社工工作崗位，出選2019年香港區議會選舉，並於協康選區擊敗港區全國人大代表兼上屆觀塘區區議會主席陳振彬而當選。
2021年1月6日，包括李嘉達的55名民主派人士涉嫌因參與2020年香港立法會選舉民主派初選而違反國安法中之顛覆國家政權因而被捕，並在扣留逾一日後獲准保釋。直至3月初正式被起訴及還押，其後他的facebook專頁亦刪除。

## 參與選舉
下表列出李嘉達歷年來參與區議會選舉的結果：
| 政党   | 政党               | 候选人    | 票数  | %      | ±      |
| ------ | ------------------ | --------- | ----- | ------ | ------ |
|        | 創建力量/九 九社聯 | ①. 陳振彬 | 2,329 | 47.14% | -7.16  |
|        | 民主動力           | ②. 李嘉達 | 2,612 | 52.86% |        |
| 多数票 | 多数票             | 多数票    | 283   | 5.72%  | 不適用 |

## 事件

### 因參與初選而被以國安法拘留
- 2021年1月6日，包括李嘉達的55名民主派人士涉嫌因參與2020年香港立法會選舉民主派初選而違反國安法中之顛覆國家政權因而被捕，並在扣留逾一日後獲准保釋。[4]直至3月初正式被起訴。

- 2021年3月5日，取消Facebook個人專頁，Instagram專頁亦無法查看[5]。

- 2021年4月19日，因初選案正被還押的李嘉達已辭任區議員一職。觀塘區議會主席蔡澤鴻表示，接獲民政專員通知，李嘉達已遞交辭職信，正式離任。蔡澤鴻指，李嘉達早前已計畫辭職，而現時李嘉達的區議員辦事處已停止運作，如當區居民有求助，將由其他觀塘區議員接手處理。[6]

## 資料來源
1. ↑  . 選舉事務處.   [2020-03-03]. （原始内容存档于2019-11-28）.
2. ↑  . 立場新聞.   [2020-03-03]. （原始内容存档于2020-03-03）.
3. ↑  . 經濟通 ET Net. 2019-11-25  [2019-11-25]. （原始内容存档于2019-11-25） （中文）.
4. ↑  . Now新聞. 8/1/2021.
5. ↑  . post852. 2021-03-05  [2021-03-06]. （原始内容存档于2021-03-10）.
6. ↑  . 頭條日報. 2021-04-19  [2021-04-19].

## 外部連結
- 觀塘區議會李嘉達議員資料 （页面存档备份，存于）

| 議會席位      | 議會席位                                              | 議會席位    |
| ------------- | ----------------------------------------------------- | ----------- |
| 前任： 陳振彬 | 觀塘區議會 協康選區區議員 2020年1月1日－2021年4月18日 | 繼任： 懸空 |